# Morgan Freeman
Morgan Porterfield Freeman Jr. (ur. 1 czerwca 1937 w Memphis) – amerykański aktor, narrator i reżyser filmowy, laureat Nagrody Akademii Filmowej oraz Złotego Globu.

## Życiorys

### Wczesne życie
Morgan Freeman urodził się w Memphis, w stanie Tennessee jako syn Mayme Edny (z domu Revere) i Morgana Porterfielda Freemana Seniora, fryzjera, który w 1961 roku zmarł na marskość wątroby. Jako niemowlę, Freeman trafił pod opiekę swojej babki, zamieszkującej Charleston w Missisipi. Wraz z rodziną, a w tym z trójką rodzeństwa, często zmieniał miejsce zamieszkania, osiadając w Greenwood, Gary i, ostatecznie, w Chicago. Morgan zadebiutował aktorsko w wieku 9 lat, biorąc udział w szkolnym przedstawieniu. Trzy lata później, kiedy uczęszczał do Broad Street High School, wygrał aktorski konkurs stanowy i pojawił się na antenie stacji radiowej z Nashville. W 1955 ukończył szkołę średnią, odrzucając jednocześnie propozycję stypendium w Jackson State University na rzecz posady mechanika w United States Air Force.
Na początku lat 60. Morgan Freeman przeprowadził się do Los Angeles, by tam podjąć się pracy w Los Angeles Community College. W tym samym okresie zamieszkiwał również w Nowym Jorku, gdzie był tancerzem, a także w San Francisco, gdzie stał się członkiem grupy muzycznej Opera Ring. W 1967 roku Freeman zadebiutował w off-broadwayowskiej sztuce The Nigger Lovers, natomiast rok później po raz pierwszy wystąpił na Broadwayu, w wersji musicalu Hello, Dolly!, w której pojawili się wyłącznie afroamerykańscy aktorzy.

### Kariera
Mimo że pierwszym filmem, w którego napisach został wymieniony był Who Says I Can’t Ride a Rainbow? z 1971 roku, Freeman stał się znany w mediach dzięki rolom w operze mydlanej Inny świat (Another World) oraz w programie dla dzieci The Electric Company.
Począwszy od połowy lat 80., Freeman zaczął grać role drugoplanowe w filmach pełnometrażowych, dzięki czemu zyskał reputację aktora wcielającego się w „mądre, opiekuńcze” postacie. Jego popularność wzrastała, objawiając się w coraz poważniejszych angażach, a w tym do obrazów: Wożąc panią Daisy oraz Chwała (oba w 1989). Za rolę w pierwszym z nich aktor otrzymał nominację do Nagrody Akademii Filmowej. W 1994 roku zagrał Reda, więźnia, który przeszedł wewnętrzną przemianę, w obrazie Skazani na Shawshank. Wzrastając do rangi jednej z najważniejszych postaci Hollywood, Freeman występował w kolejnych produkcjach, a w tym m.in.: Robin Hood: Książę złodziei, Bez przebaczenia, Siedem oraz Dzień zagłady. W 1997 roku Morgan założył wraz z Lori McCreary niezależną wytwórnię filmową Revelations Entertainment.
Po zdobyciu trzech nominacji – dla najlepszego aktora drugoplanowego za film Cwaniak oraz dla najlepszego aktora pierwszoplanowego za role w Wożąc panią Daisy i Skazani na Shawshank – Freeman otrzymał Nagrodę Akademii Filmowej dla najlepszego aktora drugoplanowego za Za wszelką cenę podczas 77. ceremonii wręczenia Oscarów.

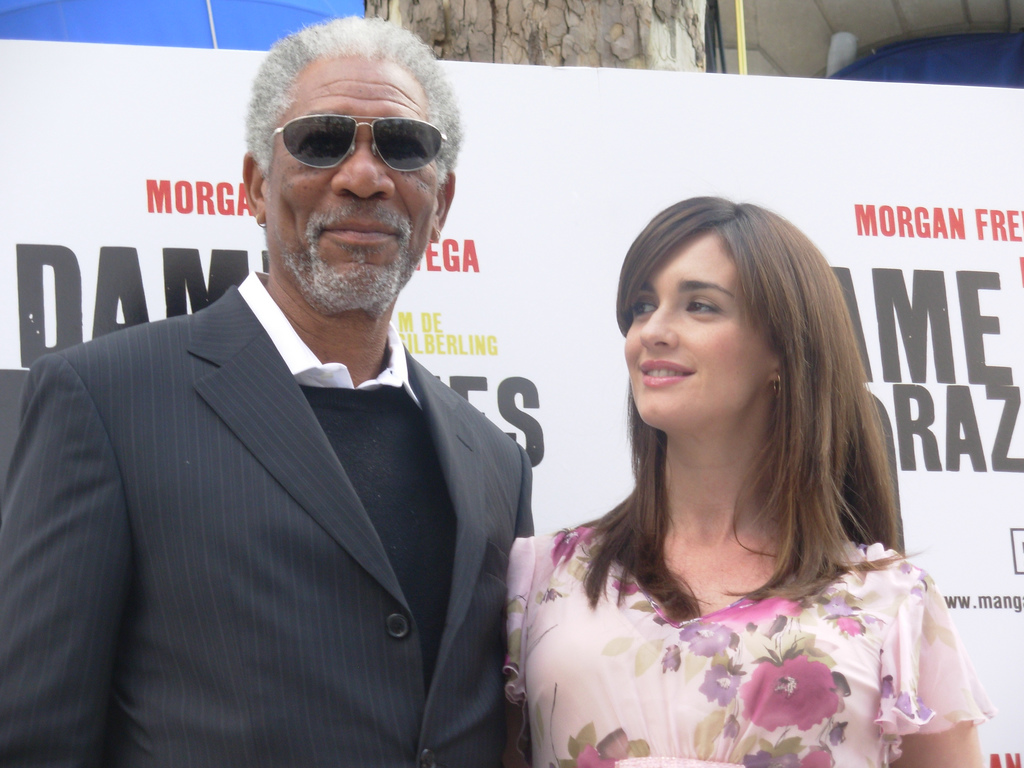
Freeman z aktorką Paz Vegą na premierze filmu Dwa światy w Madrycie, w 2007 roku

Freeman znany jest ze swojego charakterystycznego głosu, dzięki któremu często wciela się w rolę narratora. W 2005 roku pełnił tę funkcję w dwóch filmach: Wojna światów oraz dokumencie nagrodzonym Oscarem, Marsz pingwinów.
W 1991 roku Freeman otrzymał propozycję głównej roli w filmie Park Jurajski. Niepewny decyzji, odwiedził American Museum of Natural History, aby obejrzeć szkielety oraz figury dinozaurów. W 2007 roku, w jednym z wywiadów, Morgan przyznał, że był zdumiony, kiedy dowiedział się, iż ptaki mają swoich przodków wśród dinozaurów. Jednocześnie dodał, że kiedy odrzucił ofertę występu w tym filmie, kolejne wakacje spędził na czytaniu książek ornitologicznych. Wydarzenia te miały również wpływ na to, że Freeman z chęcią przyjął rolę narratora w Marszu pingwinów.
W 2004 aktor został zaproszony do roli w filmie Za wszelką cenę w reżyserii Clinta Eastwooda. Zagrał on tam Eddiego Scrap-Iron Duprisa, jednego z bohaterów oraz narratora filmu. Za tę rolę otrzymał Oscara i ogrom nominacji.
Morgan Freeman wcielił się w rolę Boga w filmie Bruce Wszechmogący, a także w jego kontynuacji Evan Wszechmogący. Zagrał także Luciusa Foxa w obrazie Batman: Początek oraz jego sequelu Mroczny rycerz. W 2007 roku wystąpił u boku Jacka Nicholsona w Choć goni nas czas. Rok później Freeman powrócił na Broadway, aby zagrać w sztuce The Country Girl, w reżyserii Mike’a Nicholsa.
Freeman wielokrotnie wspominał, że chciałby nakręcić film poświęcony Nelsonowi Mandeli. Początkowo próbował oprzeć scenariusz na jego autobiografii, Long Walk to Freedom, jednak projekt w tym założeniu nie mógł zostać sfinalizowany. W 2007 roku Morgan zakupił prawa do ekranizacji książki Playing the Enemy: Nelson Mandela and the Game that Made a Nation autorstwa Johna Carlina. Ostatecznie reżyserii filmu biograficznego o Mandeli podjął się Clint Eastwood. Invictus miał premierę w 2009 roku; w rolę Nelsona wcielił się Freeman, zaś Matt Damon zagrał kapitana drużyny rugby, François Pienaara.
Na początku 2010 roku Freeman zastąpił Waltera Cronkite’a w roli osoby, która użycza głosu we wprowadzeniu do programu CBS Evening News, prowadzonego przez Katie Couric. W tym samym roku aktor wystąpił w roli prezentera podczas charytatywnego telethonu Hope for Haiti Now: A Global Benefit for Earthquake Relief na rzecz ofiar trzęsienia ziemi na Haiti.
W 2010 roku premierę miał film Red, oparty na komiksie o tym samym tytule. Wraz z Bruce’em Willisem, Helen Mirren i Johnem Malkovichem wcielili się w grupę emerytowanych agentów specjalnych CIA, którzy muszą powrócić do dawnego zajęcia.
W 2012 roku ukazała się następna odsłona przygód Batmana, Mroczny rycerz powstaje, w której Morgan ponownie zagrał postać Luciusa Foxa.
W 2018 roku premierę miał film pod tytułem Dziadek do orzechów i cztery królestwa, w której zagrał postać Drosselmeyera.
Obecnie Freeman jest prowadzącym oraz narratorem w programie Through the Wormhole, emitowanym na antenie Discovery Channel.

## Życie prywatne

### Rodzina

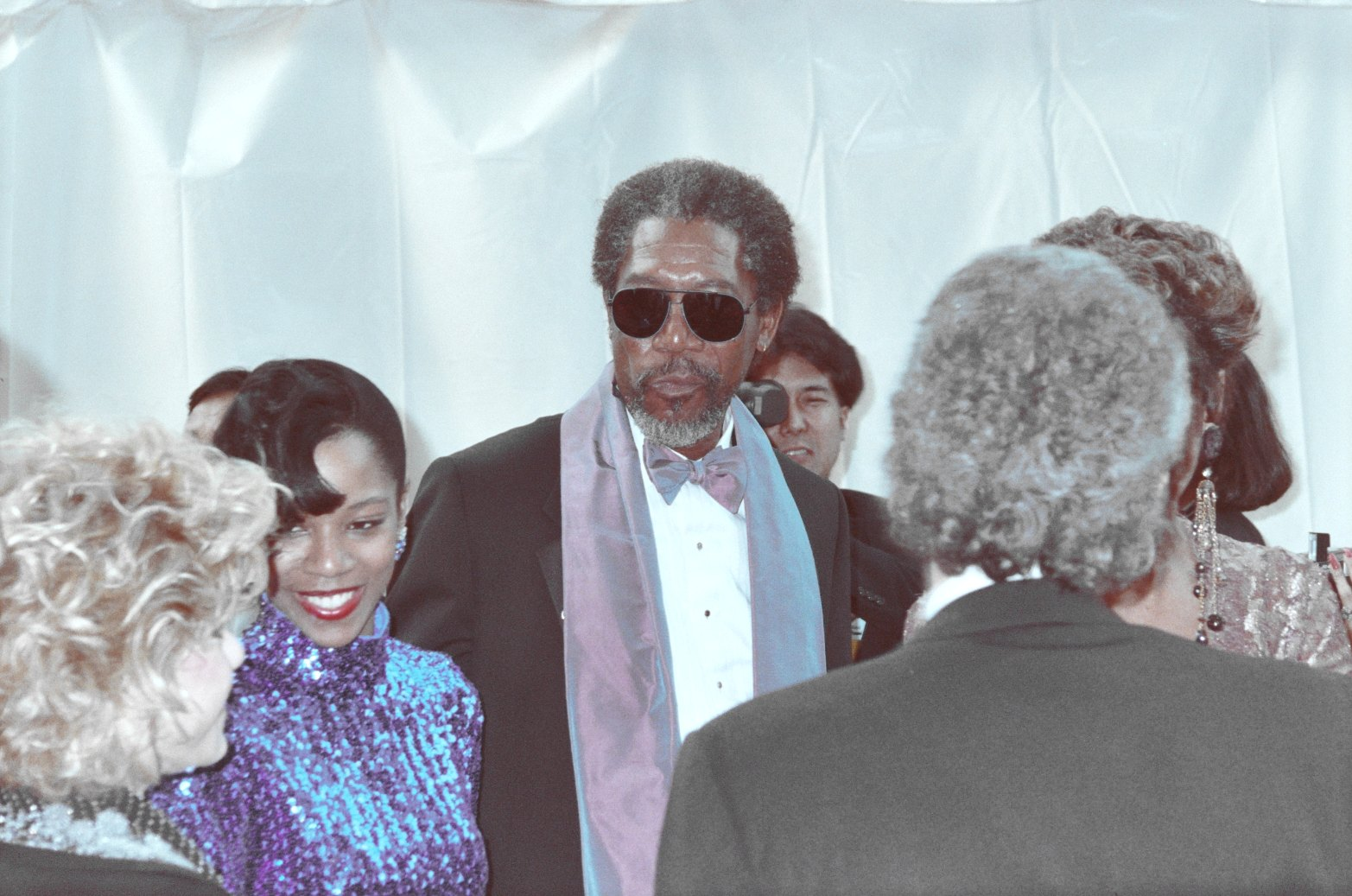
Freeman ze swoją córką, Morganą Freeman, na ceremonii rozdania Oscarów w 1990 roku

Freeman pozostawał w związku małżeńskim z Jeanette Adair Bradshaw od 22 października 1967 roku do 1979 roku. 16 czerwca 1984 roku aktor poślubił Myrnę Colley-Lee, jednak od grudnia 2007 roku żyli w separacji, a 15 września 2010 roku rozwiedli się. Freeman ma czworo dzieci – dwóch synów z wcześniejszych związków (Alfonso i Saifoulaye’a), córkę Morganę z Bradshow oraz adoptowaną córkę Deenę z poprzedniego małżeństwa Bradshow.

### Nieruchomości
Freeman większość czasu spędza w Nowym Jorku oraz Charleston w Missisipi, gdzie posiada prywatne posiadłości. Poza tym jest współwłaścicielem restauracji Madidi i klubu bluesowego Ground Zero, które znajdują się w Clarksdale, w stanie Missisipi. 24 kwietnia 2008 roku nastąpiło oficjalne otwarcie drugiego lokalu Ground Zero w Memphis, w stanie Tennessee.

### Poglądy i polityka
Freeman publicznie skrytykował obchody Black History Month i nie uczestniczy w żadnym z wydarzeń z nimi powiązanych, twierdząc: „Nie chcę, by Black History Month miał miejsce. Historia Afroamerykanów jest amerykańską historią”. Dodał również, że jedynym sposobem na powstrzymanie rasizmu jest zaprzestanie rozmów o nim, co poparł słowami, iż „nie istnieje White History Month”. W wywiadzie dla programu 60 Minutes, Freeman powiedział: „Zamierzam przestać nazywać cię białym człowiekiem i mam zamiar poprosić cię, byś przestał nazywać mnie czarnym człowiekiem”. Morgan poparł wniosek o zmianę flagi stanowej Missisipi, w której kantonie znajduje się bojowa flaga Skonfederowanych Stanów Ameryki.
Morgan Freeman poparł kandydaturę Baracka Obamy na stanowisko Prezydenta Stanów Zjednoczonych w 2008 roku, jednak nie zdecydował się na dołączenie do jego kampanii wyborczej. Freeman jest narratorem multimedialnej sekcji poświęconej Obamie w The Hall of Presidents.

### Honory naukowe
13 maja 2006 roku Freeman otrzymał honorowy tytuł doctor honoris causa na Delta State University, a w 2010 roku to samo wyróżnienie przyznał mu Brown University. Aktor jest również, od 1997 roku, posiadaczem doktoratu honoris causa w Rhodes College.

### Działalność filantropijna
W 2004 roku Freeman był jednym ze współzałożycieli Grenada Relief Fund, mającej na celu pomoc ludziom, którzy ucierpieli w wyniku huraganu Ivan. Od tego czasu fundacja przeistoczyła się w PLANIT NOW, organizację wspomagającą osoby, które mieszkają w miejscach nawiedzanych przez huragany i sztormy.
Aktor współpracował jako narrator z globalnymi organizacjami, a w tym One Earth, użyczając głosu w krótkich klipach reklamowych, mających na celu zwrócenie uwagi na kwestie dotyczące środowiska naturalnego.
Freeman przekazał fundusze na rzecz parku dla koni w Starkville, w stanie Missisipi, wchodzącego w skład Uniwersytetu Stanowego Missisipi. Aktor jest właścicielem kilku koni, które na co dzień przebywają w jego posiadłości w Charleston, i które często zabiera do Starkville.

### Wypadek samochodowy
Aktor był uczestnikiem wypadku samochodowego, który miał miejsce 3 sierpnia 2008 roku w Ruleville. Pojazd, którym podróżował, Nissan Maxima, wypadł z trasy i kilkakrotnie dachował. Freeman oraz pasażerka, Demaris Meyer, zostali wydostani z samochodu dzięki nożyco-rozpieraczowi hydraulicznemu. Morgan został przetransportowany helikopterem do The Regional Medical Center w Memphis. Policja wykluczyła, ażeby alkohol był czynnikiem sprawczym wypadku, a jej przedstawiciele poinformowali, że dwójka pasażerów miała zapięte pasy bezpieczeństwa. Freeman złamał rękę i obojczyk, w wyniku czego, 5 sierpnia, przeszedł operację; lekarze przez cztery godziny naprawiali uszkodzone nerwy. Krótko po zdarzeniu, jego rzecznik przyznał, że aktor czuje się coraz lepiej i powinien powrócić do zdrowia. Meyer, pasażerka samochodu, oskarżyła Freemana o niedbalstwo, twierdząc, że w dzień wypadku pił alkohol. Zaprzeczyła jednocześnie, jakoby z aktorem łączyły ją zażyłe stosunki.

### Pozostałe
Freeman jest aktywnym graczem w golfa. W wieku 65 lat, zdobył również prywatną licencję pilota (PPL). Aktor jest lub był właścicielem co najmniej trzech prywatnych samolotów, a w tym Cessna Citation 501 oraz Cessna 414. W 2007 roku nabył za 7 milionów dolarów biznes jeta Emivest SJ30.
W 2008 roku historia rodziny aktora została przedstawiona w programie African American Lives 2. Test DNA wykazał, że przodkowie Freemana wywodzili się z nigerskich ludów Tuareg oraz Songhaj.
W lipcu 2009 roku Freeman był jednym z prezenterów podczas koncertu 46664, celebrującego urodziny Nelsona Mandeli.
Morgan Freeman, wraz z byłym prezydentem Billem Clintonem, przewodniczącym komitetu Sunilem Gulatim i piłkarzem Landonem Donovanem, reprezentował Stany Zjednoczone podczas ogłoszenia finałowej prezentacji kandydatury USA do organizacji Mistrzostw Świata w Piłce Nożnej 2022.

## Wydarzenia charytatywne
| Wydarzenie                                                 | Informacje | Data             |
| ---------------------------------------------------------- | --- | ---------------- |
| Tsunami Aid: A Concert of Hope                             | Koncert charytatywny, zorganizowany przez aktora George’a Clooneya i transmitowany globalnie, aby zebrać fundusze na rzecz ofiar trzęsienia ziemi na Oceanie Indyjskim.                                                                                                 | 15 stycznia 2005 |
| Hope for Haiti Now: A Global Benefit for Earthquake Relief | Koncert charytatywny w formie telethonu, zorganizowany przez aktora George’a Clooneya i transmitowany globalnie, miał na celu pozyskanie środków na pomoc poszkodowanym w wyniku tragicznego trzęsienia ziemi na Haiti, które pochłonęło co najmniej 100 tysięcy ofiar. | 22 stycznia 2010 |

## Wyróżnienia i odznaczenia
- 1978: Nominacja do Nagrody Tony w kategorii najlepszy aktor drugoplanowy w sztuce scenicznej za rolę w The Mighty Gents.
- 1997: Honorowy tytuł doctor honoris causa w Rhodes College[23].
- 2003: Kryształowy Globus za ponadprzeciętny wkład artystyczny w światową kinematografię na Festiwalu Filmowym w Karlowych Warach.
- 2006: Gość honorowy na Międzynarodowym Festiwalu Filmowym w Kairze.
- 2006: Honorowy tytuł doctor honoris causa na Delta State University.
- 2007: Nagroda specjalna za całokształt osiągnięć artystycznych, przyznana przez Mississippi Institute of Arts and Letters.
- 2007: Nagroda za wyjątkowy wkład w rozwój kina, przyznana na gali Screen Nation Film and TV Awards.
- 2008: Wyróżnienie honorowe od Kennedy Center.
- 2010: Honorowy tytuł doctor honoris causa na Brown University.
- 2011: Nagroda honorowa Amerykańskiego Instytutu Filmowego za dorobek artystyczny i wkład w rozwój kinematografii.
- 2012: Tytuł ikony kina otrzymany na gali People’s Choice Awards.
- 2012: Nagroda im. Cecila B. DeMille’a, honorowe wyróżnienie Złotych Globów, przyznane przez Hollywoodzkie Stowarzyszenie Prasy Zagranicznej za całokształt twórczości artystycznej.
- 2016: National Medal of Arts[39].

## Nagrody
- Nagroda Akademii Filmowej Najlepszy aktor drugoplanowy: 2005 Za wszelką cenę
- Złoty Glob Najlepszy aktor w filmie komediowym lub musicalu: 1990 Wożąc panią Daisy
- Nagroda Gildii Aktorów Ekranowych Najlepszy aktor drugoplanowy: 2005 Za wszelką cenę
- Nagroda na MFF w Berlinie
  - Najlepszy aktorski duet: 1990 Wożąc panią Daisy
  - (wraz z Jessiką Tandy)